# Колчестер (Вермонт)
Колчестер (англ. Colchester) — місто (англ. town) в США, в окрузі Читтенден штату Вермонт. Населення — 17 524 особи (2020).

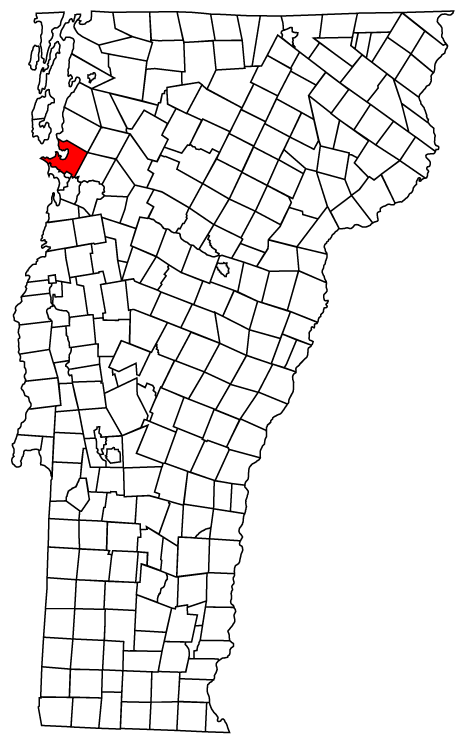
Колчестер, Вермонт

## Географія
Місто розташоване в північно-західній частині штату, на східному березі озера Шамплейна, на відстані приблизно 53 кілометрів на північний захід від Монтпілієра, адміністративного центру штату. Абсолютна висота — 63 метра над рівнем моря.

Згідно з даними бюро перепису населення США, площа території міста становить 151,9 км², з яких, 95,5 км² припадає на сушу і 56,3 км (тобто 37,1 %) на водну поверхню.

## Демографія

### Перепис 2010
Згідно з переписом 2010 року, у місті мешкало 17 067 осіб у 6314 домогосподарствах у складі 4097 родин. Було 7104 помешкання
Расовий склад населення:
| - 94,6 % — білих - 2,1 % — азіатів - 1,2 % — чорних або афроамериканців - 0,3 % — корінних американців |

До двох чи більше рас належало 1,4 %. Частка іспаномовних становила 1,6 % від усіх жителів.
За віковим діапазоном населення розподілялося таким чином: 19,0 % — особи молодші 18 років, 71,4 % — особи у віці 18—64 років, 9,6 % — особи у віці 65 років та старші. Медіана віку мешканця становила 35,4 року. На 100 осіб жіночої статі у місті припадало 98,5 чоловіків; на 100 жінок у віці від 18 років та старших — 95,9 чоловіків також старших 18 років.
Середній дохід на одне домашнє господарство становив 88 317 доларів США (медіана — 68 021), а середній дохід на одну сім'ю — 108 289 доларів (медіана — 87 166). Медіана доходів становила 53 355 доларів для чоловіків та 45 824 долари для жінок. За межею бідності перебувало 11,3 % осіб, у тому числі 15,1 % дітей у віці до 18 років та 3,6 % осіб у віці 65 років та старших.
Цивільне працевлаштоване населення становило 10 142 особи. Основні галузі зайнятості: освіта, охорона здоров'я та соціальна допомога — 31,3 %, роздрібна торгівля — 13,8 %, науковці, спеціалісти, менеджери — 9,4 %, мистецтво, розваги та відпочинок — 9,3 %.

### Перепис 2000
За даними перепису населення 2000 року в Колчестері проживало 16 986 осіб, 4184 родини, налічувалося 6144 одиниці домашніх господарств і 6727 житлових будинків. Середня густота населення становила близько 70,4 людини на один квадратний кілометр.
Расовий склад міста за даними перепису розподілився таким чином: 96,53 % білих, 0,63 % — афроамериканців, 0,17 % — корінних американців, 1,58 % — азіатів, 0,04 % — вихідців з тихоокеанських островів, 0,8 % — представників змішаних рас, 0,25 % — інших народностей. Іспаномовні склали 1,11 % від усіх жителів міста.
З 6144 домашніх господарств в 34,1 % — виховували дітей віком до 18 років, 55,2 % представляли собою подружні пари, які спільно проживають, в 8,8 % сімей жінки проживали без мужів, 31,9 % не мали сімей. 22,2 % від загального числа сімей на момент перепису жили самостійно, при цьому 5 % склали самотні літні люди у віці 65 років та старше. Середній розмір домашнього господарства склав 2,5 особи, а середній розмір родини — 2,96 людини.
Населення міста за віковим діапазоном за даними перепису 2000 року розподілилося таким чином: 22,6 % — жителі молодше 18 років, 16,2 % — між 18 і 24 роками, 32,1 % — від 25 до 44 років, 22,7 % — від 45 до 64 років і 6,4 % — у віці 65 років та старше. Середній вік мешканця склав 33 роки. На кожні 100 жінок в Бреттлборо припадало 96 чоловіків, при цьому на кожні сто жінок у віці від 18 років та старше припадало 95 чоловіків також старше 18 років.
Середній дохід на одне домашнє господарство в місті склав 31 997 доларів США, а середній дохід на одну сім'ю — 44 267 долара. При цьому чоловіки мали середній дохід в 31 001 долар США на рік проти 25 329 доларів середньорічного доходу у жінок. Дохід на душу населення в місті склав 19 554 доларів в рік. 9,2 % від усього числа сімей в місті і 13,1 % від усієї чисельності населення перебувало на момент перепису населення за межею бідності, при цьому 18 % з них були молодші 18 років і 9,2 % — у віці 65 років та старше.
Середній дохід на одне домашнє господарство в місті склав 51 429 доларів США, а середній дохід на одну сім'ю — 58 358 доларів. При цьому чоловіки мали середній дохід у 38 268 долар США на рік проти 30 880 доларів середньорічного доходу у жінок. Дохід на душу населення в місті склав 22 472 долара в рік. 5,4 % від усього числа сімей в місті і 6,3 % від усієї чисельності населення перебувало на момент перепису за межею бідності, при цьому 8,2 % з них були молодші 18 років і 9,7 % — у віці 65 років та старше.